# Stator

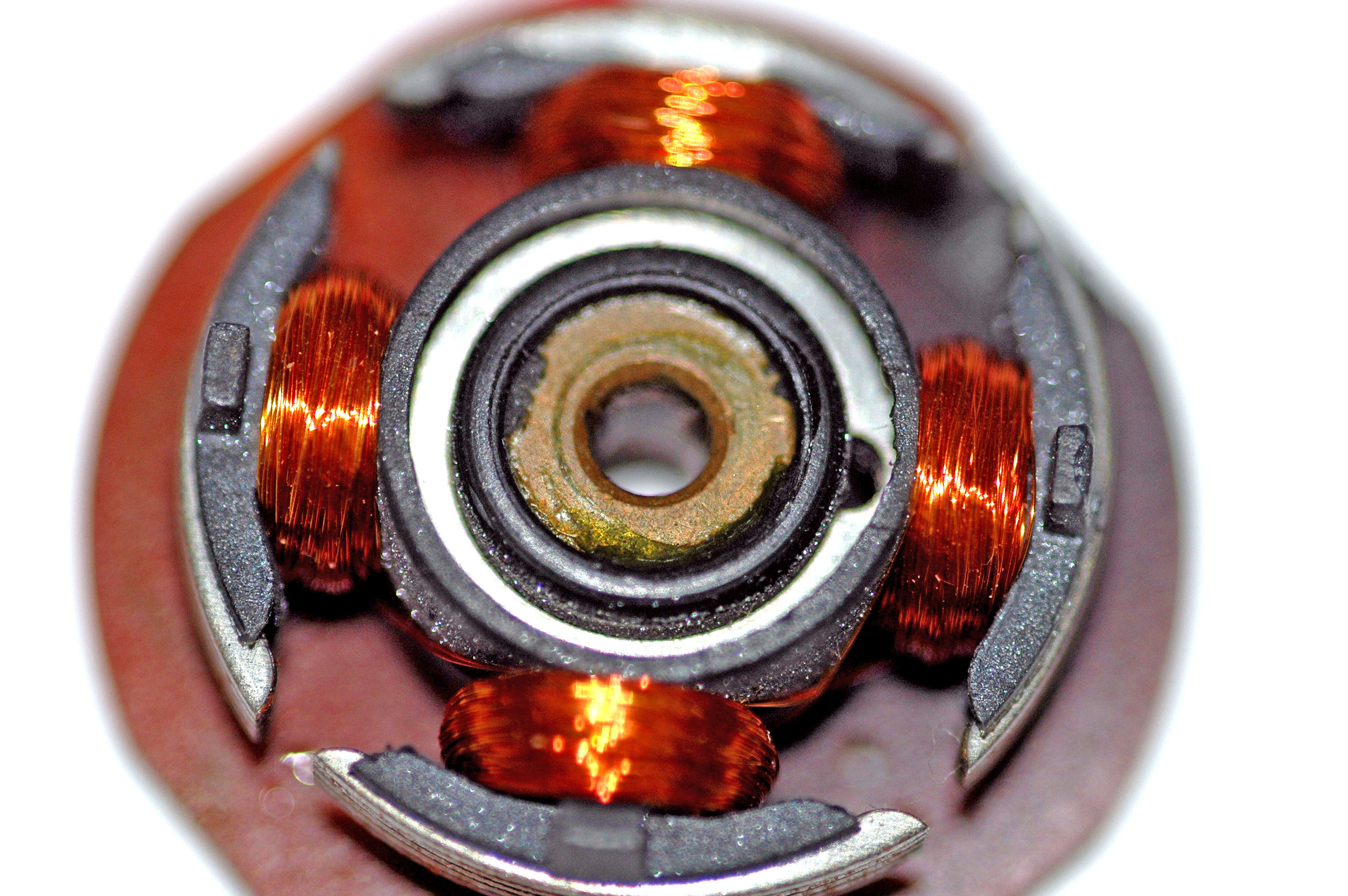
Le stator d'un moteur électrique de ventilateur

Le stator est la partie fixe d'une machine rotative. La partie rotative d'une machine, dite rotor, tourne normalement dans le stator. Des exemples de telles machines sont les pompes et les moteurs.

## Stator d'une machine électrique
Le stator d'une machine électrique est la partie stationnaire d'un moteur électrique ou d'un alternateur. Selon la configuration de la machine, le stator peut créer un champ magnétique qui par interaction avec le champ magnétique rotorique produit le couple électromécanique. Le stator peut être constitué d'aimants permanents ou d'électroaimants.

## Serrurerie
En serrurerie, le rotor et le stator sont les deux composants d'un barillet (cylindre) qui permettent le verrouillage et le déverrouillage d'une serrure.

## Mécanique maritime
Parmi les appendices sous-marins d'un navire, le stator désigne une hélice à pales fixes.